# Emma Robinson (irlandzka pływaczka)
Emma Kathryne Robinson (ur. 16 sierpnia 1978 w Ballymoney) – irlandzka pływaczka specjalizująca się w stylu klasycznym, olimpijka z Sydney i Aten.

## Przebieg kariery
W latach 90. XX wieku brała udział głównie w pływackich zawodach Pucharu Świata, które były rozgrywane w Wielkiej Brytanii. W 2000 roku wzięła udział w mistrzostwach świata na basenie 25-metrowym, gdzie rywalizowała w konkurencjach pływackich na dystansie 50 i 100 metrów i zajęła odpowiednio 12. i 13. pozycję. W tym samym roku uczestniczyła także w zawodach rangi mistrzowskiej na basenie 50-metrowym, na mistrzostwach Europy zdołała m.in. awansować do finału konkursu na dystansie 50 metrów i zająć 7. pozycję. W pierwszym występie na letnich igrzyskach olimpijskich uczestniczyła w konkurencji 100 m st. klasycznym, jednak z rezultatem 1:13,41 zajęła odległą 29. pozycję w klasyfikacji końcowej tej konkurencji.
W 2001 uczestniczyła w mistrzostwach świata, na których uczestniczyła w konkurencjach pływackich na dystansie 50 i 100 metrów. Zajęła odpowiednio 18. i 22. pozycję. Dwa lata później również startowała w tych samych konkurencjach rozgrywanych na mistrzostwach świata, jednak w Barcelonie odnotowała jeszcze gorsze występy, zajmując odpowiednio 21. i 37. pozycję. W 2004 roku po raz drugi i ostatni w karierze uczestniczyła w letnich igrzyskach olimpijskich. Podobnie jak cztery lata wcześniej wystartowała w konkurencji 100 m st. klasycznym i uzyskała rezultat 1:11,40 niedający jej awansu do półfinału i plasujący ją na 24. pozycji w klasyfikacji końcowej.

## Rekordy życiowe
| Konkurencja             | Data             | Miejsce    | Rezultat   |
| Basen 50 m              | Basen 50 m       | Basen 50 m | Basen 50 m |
| ----------------------- | ---------------- | ---------- | ---------- |
| 50 m stylem klasycznym  | 30 lipca 2002    | Manchester | 0:32,02    |
| 100 m stylem klasycznym | 15 sierpnia 2004 | Ateny      | 1:11,40    |
| Basen 25 m              |                  |            |            |
| 50 m stylem klasycznym  | 16 marca 2000    | Ateny      | 0:31,98    |
| 100 m stylem klasycznym | 18 marca 2000    | Ateny      | 1:09,45    |

Źródło: 